# État civil (roman)
État civil est un roman de Pierre Drieu la Rochelle paru en 1921 chez Gallimard. Drieu la Rochelle (le narrateur se donne le nom Cogle) parle dans ce récit autobiographique de sa vie à partir de l'âge de 3 ans jusqu'à la sortie de l'adolescence.